# Ян Скшетуский
Ян Скшетуский (пол. Jan Skrzetuski) — вымышленный герой исторического романа польского писателя Генрика Сенкевича «Огнём и мечом» и его экранизации, польский шляхтич, гусарский офицер на службе князя Иеремии Вишневецкого. В центре сюжета романа история любви Скшетуского и княжны Елены Курцевич, участие персонажа в войне с восставшими казаками. Сенкевич использовал один эпизод из биографии существовавшего в реальности Николая Скшетуского.

## Роль в сюжете
В романе Сенкевича Ян Скшетуский — польский шляхтич, который служит в гусарской коннице князя Иеремии Вишневецкого на юго-восточной окраине Речи Посполитой. Несмотря на молодой возраст, он пользуется доверием князя, занимает должность наместника и выполняет важные дипломатические миссии (в частности, в конце 1647 года Скшетуский ездил к крымскому хану). Случайно Скшетуский спасает жизнь Богдану Хмельницкому, и тот оказывается у него в долгу. Скшетуский влюбляется в прекрасную княжну Елену Курцевич и заключает с ней помолвку, несмотря на соперничество казака Юрко Богуна, однако вскоре он оказывается в плену у восставших казаков. Хмельницкий спасает ему жизнь, Скшетуский присутствует при поражениях поляков у Жёлтых Вод и под Корсунью, позже получает свободу и начинает участвовать в боевых действиях под началом Вишневецкого. Некоторое время он уверен, что княжна погибла, но позже узнаёт, что её спас Богун.
Скшетуский участвует в защите Збаража (1649), ему удаётся выбраться из крепости и сообщить королю Яну Казимиру, что осаждённые терпят крайние лишения. Благодаря этому он становится спасителем гарнизона. Позже он воссоединяется с Еленой. Супруги Скшетуские упоминаются в романах «Потоп» и «Пан Володыёвский» как счастливая семейная пара.
В телесериале «Огнём и мечом» (1999) Яна Скшетуского сыграл Михал Жебровский.

## Оценки персонажа

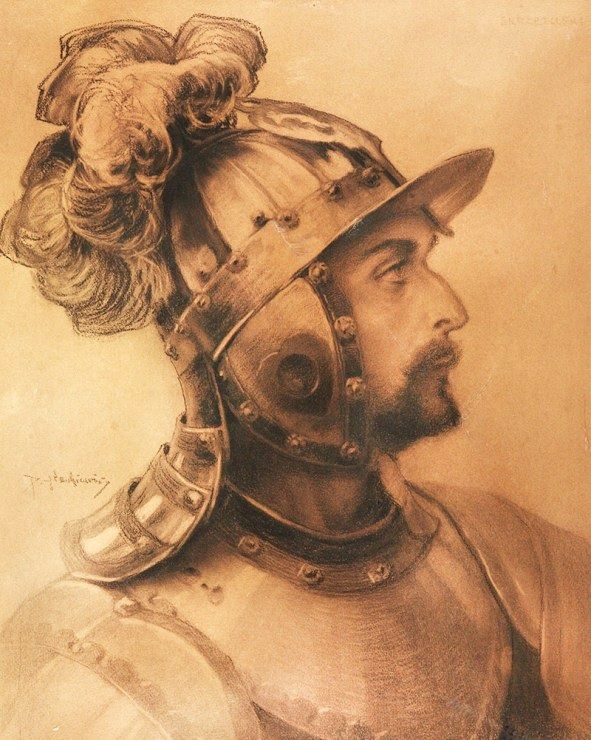
Скшетуский. Рисунок Петра Стахевича

У Яна Скшетуского был прототип — шляхтич Миколай Скшетуский (приблизительно 1610—1673), действительно участвовавший в войне с Хмельницким, выбравшийся в 1649 году из осаждённого Збаража и добравшийся до королевской армии. Известно, что он проявлял жестокость по отношению не только к повстанцам, но и к мирному населению, что однажды он пытался навязать брак украинской шляхтянке Софии Завадской, но умер тем не менее холостяком. Сенкевич использовал в романе только збаражский эпизод биографии, причём Скшетуского, как и других героев своих исторических романов, он изобразил как человека с простым и цельным характером, с сильными и непосредственными чувствами, без сомнений следующего нравственному кодексу шляхтича. Это идеал рыцаря и христианина: собственная честь, любовь к отчизне и Богу для него важнее, чем жизнь.
Литературовед И. Гоский отмечает, что Скшетуский изображён как носитель и положительных, и отрицательных черт своего сословия. Это человек высокомерный, своевольный, склонный к самоуправству. Его нисколько не смущает тот факт, что по неведению он помог врагу Речи Посполитой, сбежавшему от властей, а с Чаплинским, упрекнувшим его в этом и пригрозившим расправой за нарушение гетманских распоряжений, Скшетуский расправляется, выбросив его из корчмы. Этот персонаж уверен в том, что опека Вишневецкого обеспечивает ему безнаказанность, он беззаветно предан своему господину и только преданность последнего интересам родины делает Скшетуского патриотом.
Одной из центральных сцен в романе, «ключом к образно-идейной системе» этого произведения считается спор Скшетуского с Хмельницким в VII главе. Первый обвиняет второго в разжигании гражданской войны, союзе с врагами христианства и намерении потрясти основы родной страны ради мести врагу (Чаплинскому). Услышав в ответ рассказ о том, как польские магнаты притесняют украинских крестьян, Скшетуский предлагает оставить Богу право «судить и карать» и заявляет, что Хмельницкий, поднимая мятеж, проявляет своеволие и спесь, подобно магнатам.
Болеслав Прус в своей статье о романе «Огнём и мечом» отметил, что Скшетуский в романе выглядит явно нереалистично. По мнению Б. Стахеева, этот персонаж вызывает горячее сочувствие читателя своей любовью к княжне Курцевич, своими страданиями и збаражским подвигом, причём в описании последнего обретает «подлинную живость и выразительность». При этом Стахеев уверен, что соперник Скшетуского Юрко Богун более ярок и обаятелен.